# Alpnachersee
Alpnachersee är en vik av Vierwaldstättersee. Den ligger i den centrala delen av landet, 70 km öster om huvudstaden Bern. Alpnachersee ligger 431 meter över havet. Arean är 4,5 kvadratkilometer. Den sträcker sig 1,4 kilometer i nord-sydlig riktning, och 4,8 kilometer i öst-västlig riktning.
Alpnachersee är en avskild del av Vierwaldstättersee och förbinds med övriga delar av Vierwaldstättersee genom ett sund vid Stansstad.